# Кастелсилано
Кастелсила̀но (на италиански: Castelsilano, до 1950 г. Casino, Казино) е село и община в Южна Италия, провинция Кротоне, регион Калабрия. Разположено е на 900 m надморска височина. Населението на общината е 1020 души (към 2012 г.).